# Labrinth
Timothy Lee McKenzie, mer känd under artistnamnet Labrinth, född 4 januari 1989 i Hackney i London, är en brittisk sångare, låtskrivare, rappare och skivproducent. Han blev i början av sin karriär signad för Simon Cowells skivbolag Syco Music och blev då den enda artisten som blev signad för detta skivbolag utan att ha deltagit i en talangtävling. Efter detta så har han även hunnit bli signad för Columbia och RCA.
Labrinth har gjort många låtar och har även varit gästartist på andra artisters låtar, däribland på Noah Cyrus låt "Make Me (Cry)".